# Me and My Girlfriend
Pour plus de détails, voir Fiche technique et Distribution.
Me and My Girlfriend (Moi et ma petite amie) est une série pornographique lesbienne américaine de vidéofilms produite par les Studios Girlfriends Films depuis l'année 2012.
Tous les films de la série sont écrits et réalisés par la photographe Tammy Sands.

## Liste des films
- Me and My Girlfriend 1 (2 mars 2012 - 128 min) :
  - scène 1 : Aaliyah Love et Dani Daniels
  - scène 2 : Brett Rossi et Samantha Saint
  - scène 3 : Celeste Star et Malena Morgan
  - scène 4 : Emily Addison et Randy Moore
  - scène 5 : Faye Reagan et Georgia Jones
  - scène 6 : Jelena Jensen et Ryan Keely
  - scène 7 : Taylor Vixen et Tori Black

- Me and My Girlfriend 2 (13 juillet 2012 - 62 min) :
  - scène 1 : Jana Jordan et Kiara Diane
  - scène 2 : Destiny Dixon et Samantha Saint
  - scène 3 : Bree Daniels, Dani Daniels et Georgia Jones
  - scène 4 : Adrienne Manning et Capri Anderson
  - DVD Bonus : Bree Daniels et Muriel Ouvrard
  - DVD Bonus : Dani Daniels
  - DVD Bonus : Destiny Dixon
  - DVD Bonus : Jana Jordan
  - DVD Bonus : Kiara Diane

- Me and My Girlfriend 3 (26 octobre 2012 - 77 min) :
  - scène 1 : Aspen Rae et Lena Nicole
  - scène 2 : Brett Rossi et Eufrat
  - scène 3 : Hayden Hawkens et Jana Jordan
  - scène 4 : Holly Michaels et Jaslene Jade
  - DVD Bonus : Aspen Rae
  - DVD Bonus : Brett Rossi
  - DVD Bonus : Eufrat
  - DVD Bonus : Hayden Hawkens

- Me and My Girlfriend 4 (3 juin 2013 - 120 min) :
  - scène 1 : Angela Sommers et Aspen Rae
  - scène 2 : Dani Daniels et Natalia Starr
  - scène 3 : Karlie Montana et Vanessa Veracruz
  - scène 4 : Kennedy Leigh et Shyla Jennings

- Me and My Girlfriend 5 (27 juin 2013 - 120 min) :
  - scène 1 : Aspen Rae et Kennedy Leigh
  - scène 2 : Bree Daniels et Dani Daniels
  - scène 3 : Brett Rossi et Emily Addison
  - scène 4 : Mia Malkova et Niki Lee Young

- Me and My Girlfriend 6 (2014 - 87 min) :
  - scène 1 : Riley Reid et Holly Michaels
  - scène 2 : Eva Lovia et Ryan Maze
  - scène 3 : Aaliyah Love, Cherie DeVille et Kendall Karson
  - scène 4 : Aaliyah Love et Kendall Karson
  - DVD Bonus : Brett Rossi
  - DVD Bonus : Emily Addison
  - DVD Bonus : Madison Ivy
  - DVD Bonus : Zoey Kush

- Me and My Girlfriend 7 (2014 - 85 min) :
  - scène 1 : Aspen Rae et Elle Alexandra
  - scène 2 : Catie Parker et Vanessa Veracruz
  - scène 3 : Chanel Preston et Kortney Kane
  - scène 4 : Cherie DeVille et Kendall Karson
  - DVD Bonus : Alexis Ford et Lela Star
  - DVD Bonus : Dani Daniels et Georgia Jones

- Me and My Girlfriend 8 (2014 - 107 min) :
  - scène 1 : Abigail Mac et Ariana Marie
  - scène 2 : Karlie Montana et Eva Lovia
  - scène 3 : Ryan Ryans et Vanessa Veracruz
  - scène 4 : Angela Sommers et Vanessa Veracruz
  - scène 5 : Ariana Marie
  - scène 6 : Eva Lovia
  - scène 7 : Ryan Ryans
  - DVD Bonus : Faye Reagan et Georgia Jones
  - DVD Bonus : Emily Addison et Taylor Vixen

- Me and My Girlfriend 9 (2014 - 85 min) :
  - scène 1 : Aaliyah Love, Abigail Mac et Marie McCray
  - scène 2 : Angela Sommers et Vanessa Veracruz
  - scène 3 : Cherie DeVille et Destiny Dixon
  - scène 4 : Eva Lovia et Ryan Ryans
  - DVD Bonus : Kendall Karson
  - interview : Abigail Mac

- Me and My Girlfriend 10 (2015 - 169 min) :
  - scène 1 : Bree Daniels et Kenna James
  - scène 2 : Abigail Mac, Cherie DeVille et Destiny Dixon
  - scène 3 : Aspen Rae et Uma Jolie
  - scène 4 : Eva Lovia et Riley Reid
  - scène 5 : Elle Alexandra et Aidra Fox
  - scène 6 : Mia Malkova et Niki Lee Young
  - scène 7 : Bree Daniels et Malena Morgan

## Distinctions
Récompenses
- 2014 : XBIZ Award - All-Girl Series of the Year

Nominations
- 2013 : AVN Award - Best All-Girl Release
- 2013 : AVN Award - Best New Series

## Anecdotes
La série ne doit pas être confondue avec le film Me and My Girlfriends distribué par Digital Sin.